# Fulvia laevigata
Fulvia laevigata is een tweekleppigensoort uit de familie Cardiidae. De wetenschappelijke naam van de soort is gepubliceerd in 1758 door Linnaeus als Cardium laevigatum in de tiende editie van Systema naturae.
Rechter en linker klep van hetzelfde exemplaar:

Rechter Klep
Linker Klep